# Dubiaranea melica
Dubiaranea melica là một loài nhện trong họ Linyphiidae. Loài này được phát hiện ở Peru.